# Ga Minami-Hiragishi
Ga Minami-Hiragishi (南平岸駅 Minami-Hiragishi-eki) là ga Tàu điện ngầm đô thị Sapporo ở Toyohira, Sapporo, Hokkaido, Nhật Bản. Nhà ga được đánh số "N13". Đây là một trong số bốn nhà ga nằm trên mặt đất của hệ thống tàu điện ngầm đô thị Sapporo (tất cả đều là ga cuối nằm ở phía nam của Tuyến Namboku).

## Bố trí ga
| Sân ga                                | Sân ga 1                                          | Tuyến Namboku đi N14 Sumikawa (Hướng đi Makomanai) → |
| Sân ga đảo, cửa sẽ mở ở bên trái/phải |                                                   |                                                      |
| Sân ga 2                              | ← Tuyến Namboku đi N12 Hiragishi (Hướng đi Asabu) |                                                      |
| G                                     | Mặt đất                                           | Lối vào/Lối ra                                       |

## Lịch sử
Nhà ga mở cửa vào ngày 16 tháng 12 năm 1971 cùng với thời điểm khai trương Tuyến Namboku từ Ga Makomanai đến Ga Kita-Nijūyo-Jō.

## Xung quanh nhà ga
- Quốc lộ 453 (đến Date)
- Nghĩa trang Hiragishi
- Công viên đồi Hiragishi
- Đài truyền hình Hokkaido (HTB)
- Bể bơi Sapporo Hiragishi
- Bưu điện Toyohira Hiragishi
- Đồn cảnh sát Toyohira Hiragishiminami
- Hiệp hội Hợp tác xã Nông nghiệp Thành phố Sapporo (JA Sapporo), chi nhánh Hiragishiminami